# 加藤段蔵
加藤 段蔵（かとう だんぞう）は、江戸時代の軍記物や仮名草子、浮世草子などに「とび加藤」「鳶加藤」「飛加藤」などの名前で登場する、超人的な能力を持つ戦国時代の幻術使いあるいは忍者の、読本（後述）における名称である。別表記に「加当段蔵」がある。上杉輝虎（法名・不識院謙信）の家臣（甲相越同盟〜手取川の戦い）だったという説が濃厚である。

## とび加藤と幻術使い
寛文元年（1661年）刊の『甲陽軍鑑末書結要本』巻9第13「まいす者嫌ふ三ヶ條の事」によると、永禄元年（1558年）に武田信玄のもとにとび加藤と名乗る、尺八を使ってどんな堀や塀も飛び越してみせるという者が仕官しにやってきたが、信玄は召し抱えてから密かに殺害した。また永禄2年（1559年）に上杉謙信のもとに「牛を呑む」幻術を操る者が来て、幻術を披露していたところ、木に登って「牛に乗っているぞ」と騒いだ（ネタをばらした）人がいた。幻術使いはこれを恨めしく思って、その場で夕顔を育てて扇であおぎ、花を咲かせて大きな実を成らせ、それを切ってみると、木に登っていた人の首が斬られていた。謙信はこの術者を密かに成敗した。同書はまた別に織田信長が「まいす者」を嫌い、成敗した、という説話を載せ、「名将は『まいす者』を嫌う」と総括している。
この話は、明末の馮夢竜『平妖伝』巻29、21の話に似ている、との指摘がある。

## 飛加藤
寛文6年（1666年）刊の浅井了意『伽婢子』巻7は、『甲陽軍鑑末書結要本』の2つの話を合わせて、更に『五朝小説』の「崑崙奴」の筋書きを加え、「牛を呑む」幻術を披露していた飛加藤を「長尾謙信」が呼び出したところ、「一尺余の刀があれば塀や堀を飛び越えて城中に忍び入ることができる」というので、直江山城守の家から長刀を取って来させると、長刀だけでなく「女の童」までさらってきた。謙信は飛加藤を密かに殺害するよう直江に指示するが、飛加藤は幻術を使って逃亡。甲府の武田信玄の家に行き、跡部大炊助に奉公を望んだが、武田の家中は窃（しのび）の者に家宝の古今集を盗まれて懲りていたため、秘かに殺された、としている。

## 風間次郎太郎の伝授を受けた鳶加藤
『伽婢子』巻10には、上記の「飛加藤」の話と別に、武田信玄が家宝にしていた古今集を盗んで甲州の西郡を風のような速さで進んでいたが、歩行の達人だった「熊若」に捕らえられた犯人が、「我は上州箕輪の城主永野が家につかへし窃（しのび）のもの、もとは小田原の風間が弟子也。わが主君の敵なれば信玄公をころさんとこそはかりしに、本意なき事かな」と言って殺された、という物語を載せていた。
元禄11年（1698年）成立の槇島昭武『北越軍談』に登場する鳶加藤は、常州茨城郡の出で、小田原の風間次郎太郎の伝授を受けて幻術を身につけたとされている。
箕輪の長野業正に仕えた後、越府にやってきて長尾景虎の前で「牛を呑む」幻術を披露し、「牛を呑んでいるのではない、牛の背に乗っているだけだ」と声を上げた軽卒がいたので、瓠瓜（ひさご）の種を発芽させ、扇であおいで実を結ばせて、その実を引きちぎると、樹上の軽卒の首が切られていた。その夜、景虎が山岸宮内少輔貞臣の邸宅から長刀を取って来させると、鳶加藤は引き受けて無事に薙刀を提げて来た。 
これを見た景虎は、鳶加藤の技を危険視し、山岸に身柄を預けたが、鳶加藤は陶器を沢山並べさせてそれをからくり仕掛けの傀儡（くぐつ）のように操って目を引かせ、術が終わって陶器の片付けをしているすきに逃亡した。
その後、甲府に現れて、跡部大炊助信春の下に寄寓し、武田晴信に仕官した。数ヶ月して、武田家秘蔵の古今集が行方不明になり、鳶加藤が犯人であるとわかった。鳶加藤は、「宝物が欲しかったわけではない。旧主の長野業正が武田家に攻められて苦労していると聞いて耐えられなくなった。晴信公を殺して、旧恩に報いようと考え、寝所の物を盗んだのだ」云々、と白状して誅戮された。
この話は、『伽婢子』の「飛加藤」の話と「熊若」の話を足して、細かい人物情報などを（創作的に）補った説話、と解釈されている。
なお、後者の事件については、『上杉家御年譜』の永禄2年12月上旬の記事にほぼ同じ内容の話が載っている。
またこの「小田原の風間」との関係から、鳶加藤は風魔忍者だといわれることがある。
元文元年（1736年）の江島其磧の『風流軍配団（うちわ）』では、風間の三郎大夫とその弟子となった飛加藤は、2人で長尾謙信に仕え、武田氏との合戦で夜討ちや盗みをして活躍するが、1年ほどで命を狙われるようになり、風間は生国・近江へ戻って百姓になり、飛加藤は大磯で貧乏暮らしをしていたが、三浦氏の遺臣の依頼を受けて北条早雲の家宝の鎧を盗み出す。

## 加藤段蔵
「加藤段蔵」という名前は、文化6年（1809年）から文政8年（1825年）頃にかけて刊行された速水春暁斎の読本『絵本甲越軍記』で使われたもので、出自についても伊賀出身の忍術名人へと設定が変更されている。

## 登場作品
- 海道龍一朗の小説『惡忍』
- 司馬遼太郎の小説『飛び加藤』（短編集『果心居士の幻術』〈1961年3月、新潮社〉に収録）
- 海音寺潮五郎の小説『天と地と』
- 戸部新十郎の小説『服部半蔵』
- 川上稔の小説『境界線上のホライゾン』
- 藤田和日郎の短編漫画『からくりの君』（『藤田和日郎短編集 夜の歌』〈1995年8月、小学館〉に収録）
- 横山光輝の漫画『隻眼の竜』
- Fate/Grand Order
- 山科けいすけの漫画『SENGOKU』 - 別名デブ加藤。行方をくらましたのち最後は天海僧正になってしまう。
- 原哲夫の漫画『花の慶次』
- 柳原満月の漫画『軍神ちゃんとよばないで』
- 小島剛夕の漫画『半蔵の門』